# Eremiaphila mzabi
Eremiaphila mzabi è una specie di mantide religiosa appartenente al genere Eremiaphila originaria dell'Algeria.